# St. Anna (Lenhausen)

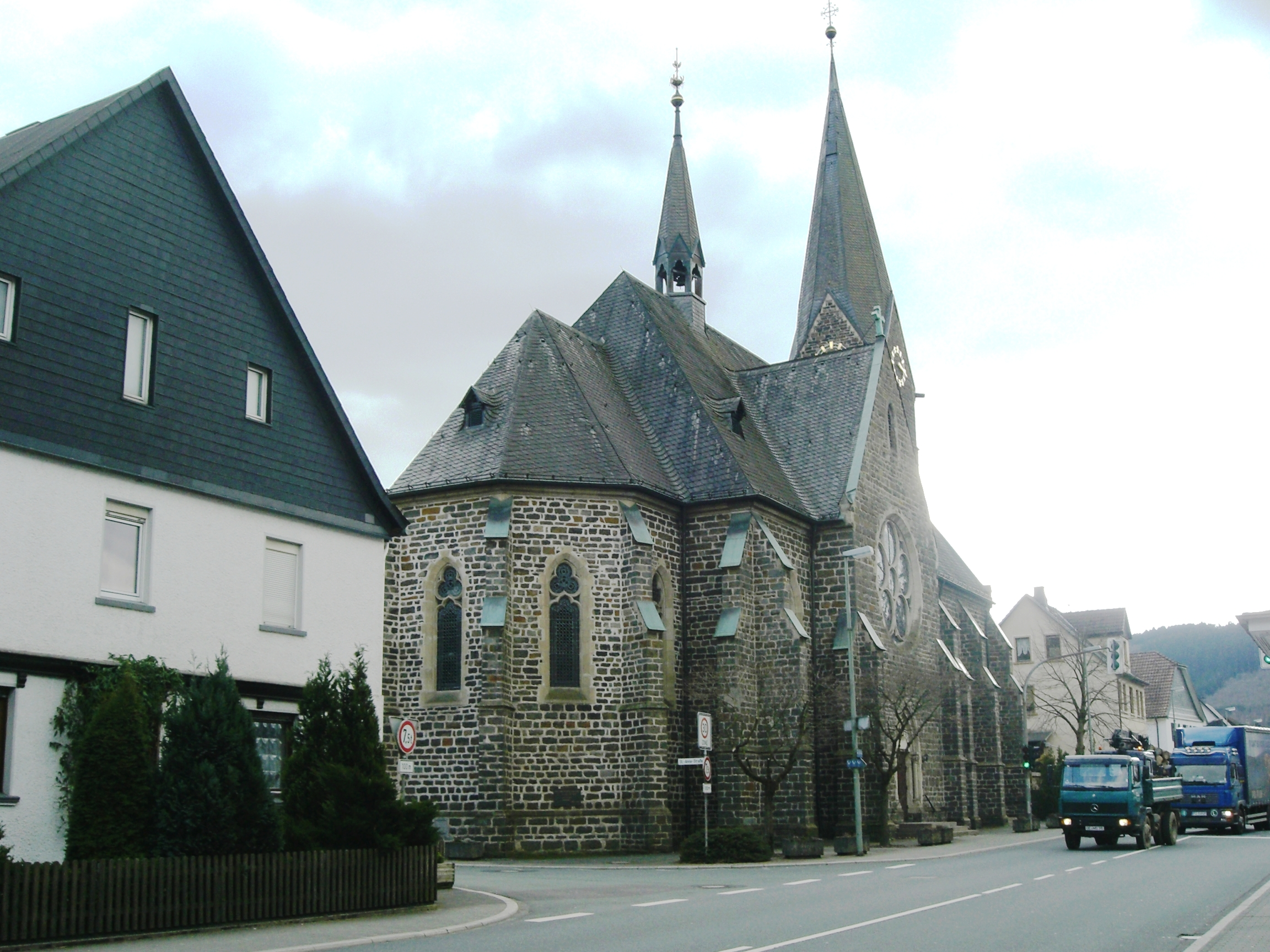
Pfarrkirche St. Anna

Die katholische Pfarrkirche St. Anna ist ein denkmalgeschütztes Kirchengebäude in Lenhausen, einem Ortsteil der Gemeinde Finnentrop im Kreis Olpe (Nordrhein-Westfalen).

## Geschichte und Architektur

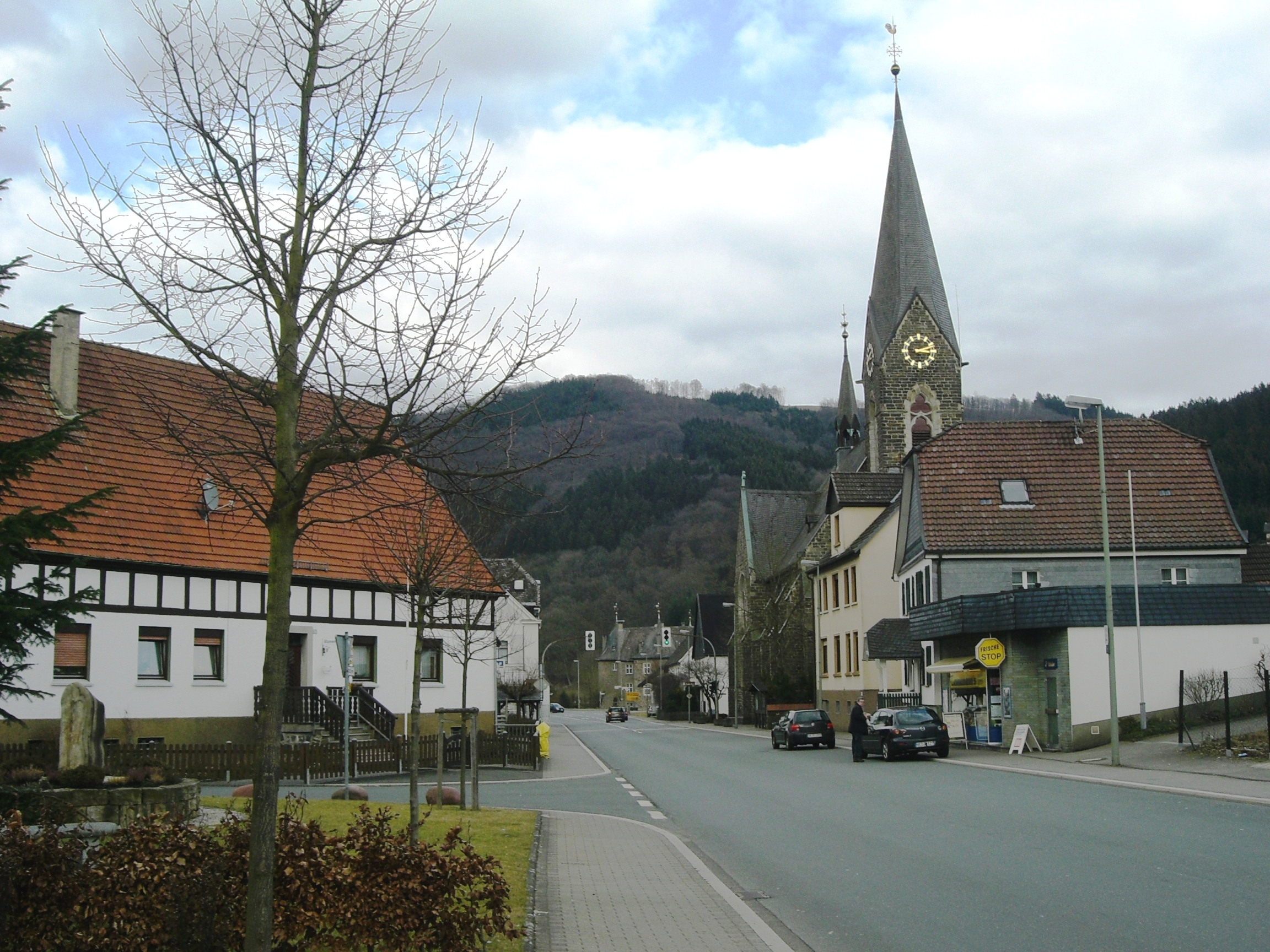
Ortsdurchfahrt mit St. Anna

Die dreijochige, neugotische Saalkirche mit einem Westturm, einem Querhaus und dem Chorjoch mit 5/8-Schluss, wurde von 1896 bis 1898 unter der Bauleitung von Johannes Franziskus Klomp errichtet; die Bauausführung oblag dem Bauunternehmer Anton Sunder-Plassmann aus Förde (heute:Grevenbrück).
Der hammerrechte Bruchsteinbau ist durch Werksteingliederung belebt. Die Wände sind durch Strebepfeiler, Lanzett- und große Rundfenster gegliedert. Im Innenraum wurden Kreuz- und Rautensterngewölbe mit rotschwarz glasierten Formziegelrippen eingezogen. Die ungefassten Altäre stammen aus der Bauzeit der Kirche, teilweise wurden die Reliefs erneuert. Die Figur des Guten Hirten aus Weichholz wurde im 17. Jahrhundert geschnitzt.
Die Kirche wurde von 1972 bis 1974 und noch einmal im Jahr 1992 umfassend renoviert. 1993 folgte die Sanierung des Kirchturms.
Eine bebilderte Dokumentation und Beschreibung der Kirchenfenster, des Grundrisses und der Innenansicht der Kirche befinden sich auf der Internetseite der Forschungsstelle Glasmalerei des 20. Jahrhunderts e.V.
Das Patronatsrecht liegt bei der Familie von Plettenberg-Lenhausen, deren Stammsitz, das Schloss Lenhausen, nur wenige hundert Meter von der Kirche entfernt liegt.